# Hans Kramer (Baumeister)
Hans Kramer (* vor 1550; † 1577 in Weichselmünde) war ein in Dresden und Danzig tätiger deutscher Steinmetz und Festungsbauer der Renaissance.

## Leben

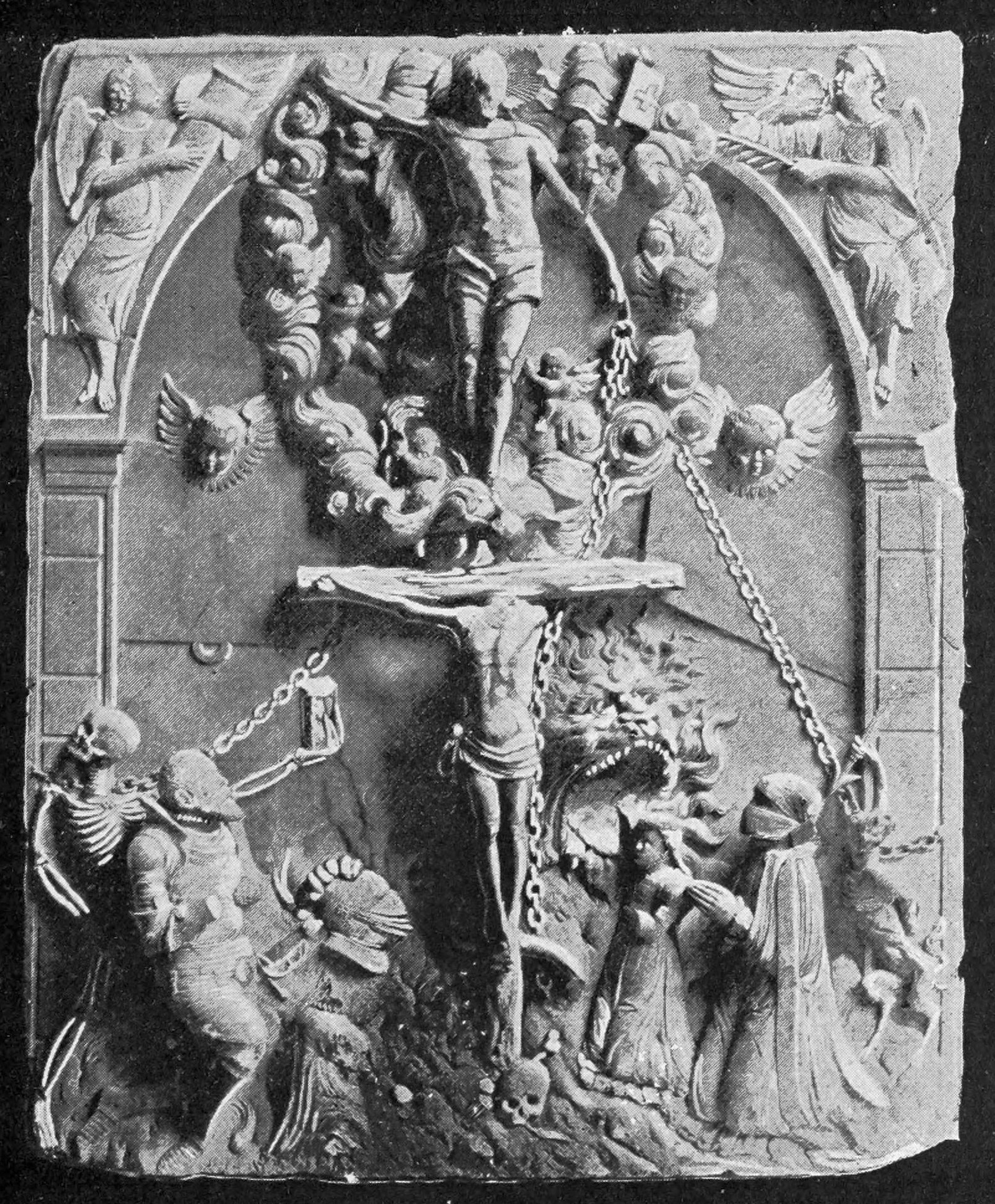
Grabdenkmal für Günther von Bünau von Hans Kramer

Er war 1554 bis 1565 Hofsteinmetz am Hofe des Kurfürsten von Sachsen in Dresden, als Nachfolger seines Vaters Bastian Kramer, der dort von 1527 bis 1553 tätig war. Er nahm teil am Umbau des Schlosses Moritzburg bei Dresden (bis 1556) und errichtete 1554–1555 die Schlosskapelle im Stil der italienischen Renaissance. In den nächsten Jahren baute der unter Festungsbaumeister Caspar Vogt von Wierandt tätige Kramer die alten Dresdner Frauenkirche um, arbeitete auch an der Wittenberger Burg und am Rathaus von Torgau. 
Nach der erfolgreichen Tätigkeit in Sachsen bewarb er sich um die Stellung des Stadtbaumeisters von Danzig, wo er am 12. Mai 1565 diesen Posten übernahm. Sein erstes Werk in Danzig wurde der Entwurf des Grünen Tores (bis 1568), errichtet vom Regnier aus Amsterdam. Danach errichtete Kramer drei Bürgerhäuser: das Haus von Dirk Lylge an der Brotbänkengasse 16, später Englisches Haus genannt, das Löwenschloss an der Langgasse 35 und das Haus des Kaspar Göbel am Langen Markt 39, das im 18. Jahrhundert umgebaut wurde. Gleichzeitig baute er die Danziger Festungen aus, darunter die Karren-Bastei, dann den Erdwall zwischen dieser Bastei und der Elisabeth-Bastei, wobei eine Lücke für das später gebaute Hohe Tor vorgesehen wurde. 1574–1576 errichtete er den mittleren Teil des Hohen Tores mit doppelter Durchfahrt, die das Peinkammertor umfasste.
Hans Kramer fiel im Danziger Krieg im Sommer 1577 auf den Mauern der Weichselmünde-Festung während der Belagerung durch König Stephan Báthory.